# Domenico Lo Vasco
Domenico Lo Vasco, detto Mimmo (Brescia, 20 aprile 1928 – Palermo, 17 aprile 2020), è stato un politico e avvocato italiano.

## Biografia
Laureato in scienze politiche e in giurisprudenza, era avvocato penalista.
Già militante nella Democrazia Cristiana, in particolare doroteo ritenuto vicino alla corrente di Antonio Gava, fu sindaco di Palermo dal 15 agosto 1990 al 28 giugno 1992 capeggiando dapprima per circa quattro mesi una giunta monocolore, a seguito delle dimissioni dalla carica di Leoluca Orlando, e successivamente, dal dicembre 1990, una giunta tripartita costituita da DC, PSI e PSDI.
Negli anni settanta aveva ricoperto le cariche di consigliere comunale e sindaco del comune di Marineo, suo paese d'origine, e, fra il 1978 ed il 1990, quella di presidente del Comprensorio urbanistico di Lercara Friddi.
Fu consigliere comunale di Palermo nei quinquenni 1980-1985 e 1985-1990, con gli incarichi di assessore alla Casa ed agli Affari Generali (1985-1987) ed assessore alle Finanze e Tributi (1987-1990).
Fra il 1980 e il 1986, durante la presidenza di Rosario Nicoletti, fu componente del comitato regionale per il Grande Centro, allora capeggiato in Sicilia da Attilio Ruffini.
Nel 1997 si allontanò da qualunque impegno politico, dedicandosi da allora esclusivamente alla professione di avvocato penalista.